# Траверза III (Палермо)
Траверза III је насеље у Италији у округу Палермо, региону Сицилија.
Према процени из 2011. у насељу је живело 234 становника. Насеље се налази на надморској висини од 514 м.